# Cerkiew św. Michała Archanioła w Smolniku
Cerkiew św. Michała Archanioła w Smolniku – cerkiew prawosławna, następnie cerkiew greckokatolicka w Smolniku. Od 1974 filialny kościół rzymskokatolicki pw. Wniebowzięcia NMP parafii św. Stanisława Biskupa w Lutowiskach.
W 2013 roku została wpisana na Listę Światowego Dziedzictwa UNESCO wraz z innymi drewnianymi cerkwiami w Polsce i na Ukrainie. Włączona do podkarpackiego Szlaku Architektury Drewnianej.

## Historia

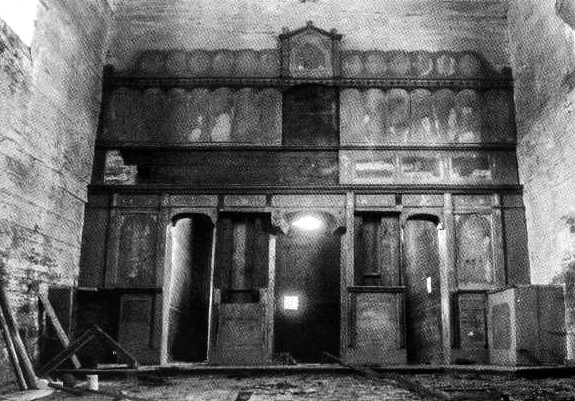
Zniszczony ikonostas

Pierwsza znana wzmianka o istnieniu prawosławnej cerkwi w Smolniku pochodzi z rejestru poborowego ziemi sanockiej z 1589 roku. Przypuszcza się, że drewniana świątynia mogła być zbudowana już od momentu powstawania wsi, czyli po roku 1530. Cerkiew uległa najprawdopodobniej pożarowi lub powodzi. Druga prawosławna cerkiew w Smolniku powstała w 1602 roku, a jej proboszczem był Jan Hryniewiecki. Cerkiew ta została spalona w październiku 1672 roku najprawdopodobniej w wyniku najazdu Tatarów. Po 1672 roku wzniesiono kolejną cerkiew drewnianą w nieco innej lokalizacji mającej zapewnić lepszą ochronę przed najazdami. Od 1697 roku prawosławna eparchia przemyska zostaje podporządkowana strukturom unickim i od tego roku parafia smolnicka funkcjonuje jako taka. 

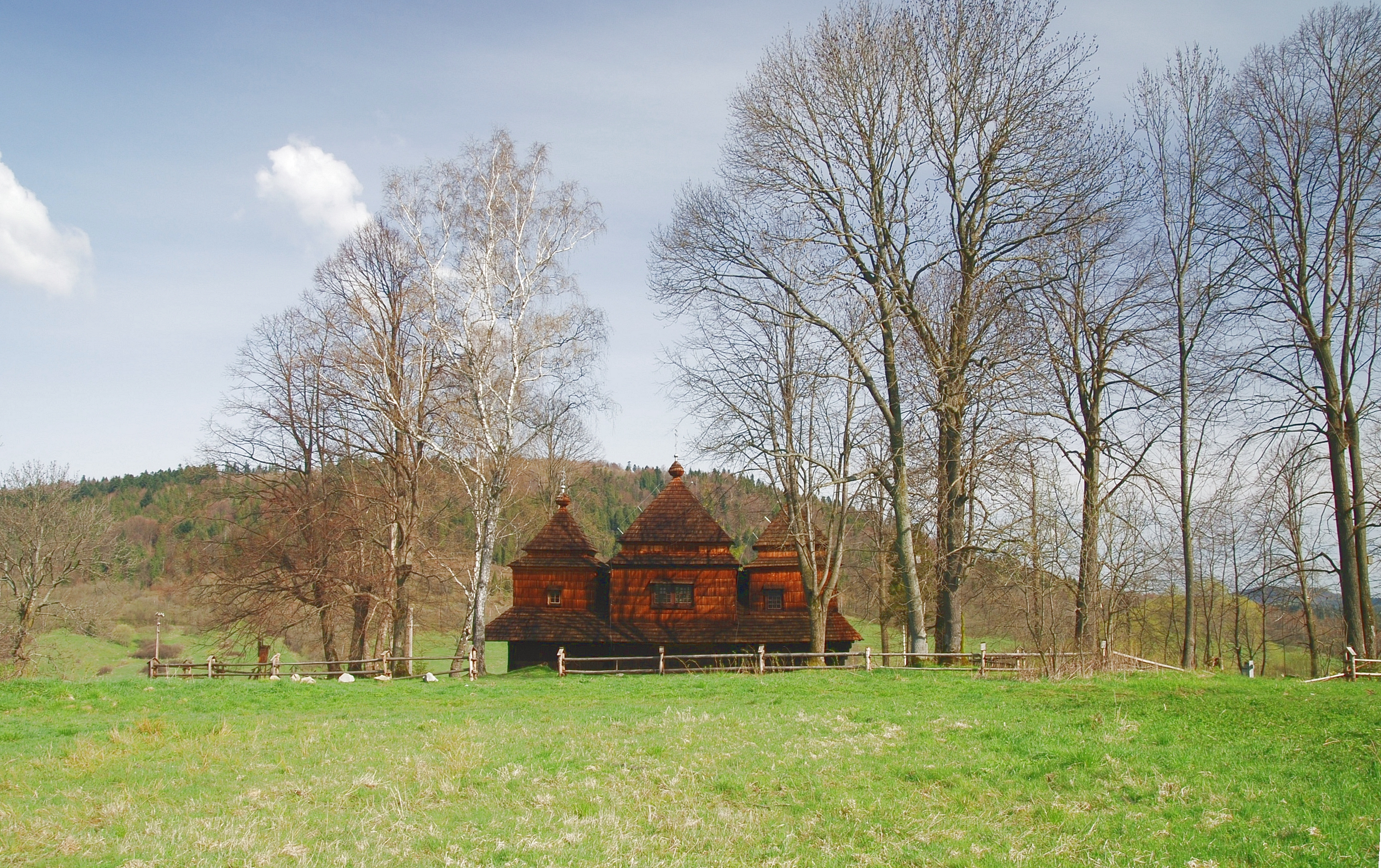
Widok ogólny
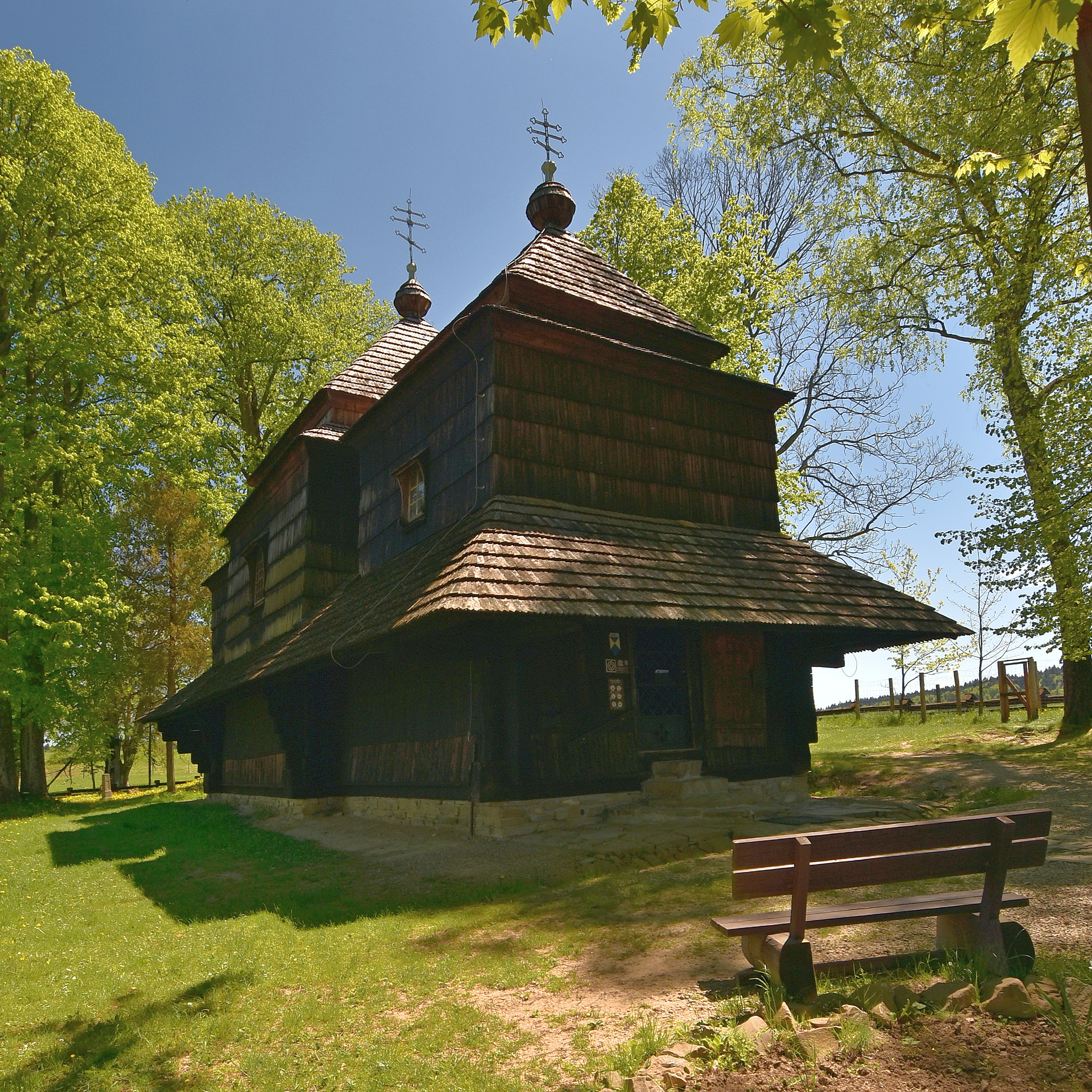
Elewacja frontowa
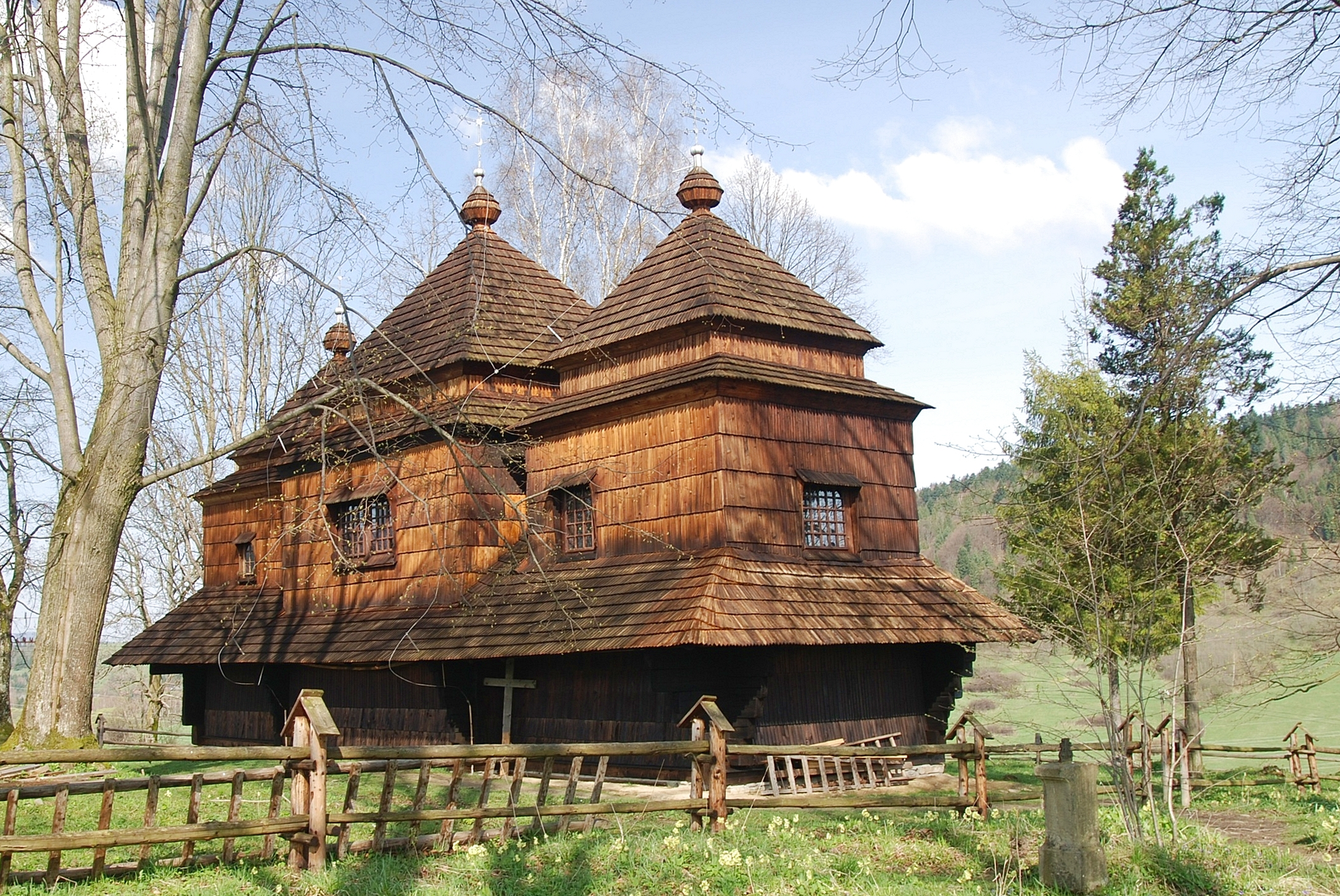

Budowa nowej, czwartej w kolejności, świątyni zakończona została oficjalnie 1 sierpnia 1791. Całe wyposażenie starej świątyni zostało przeniesione do nowej cerkwi. Pierwszym parochem cerkwi z 1791 roku był Daniel Hryniewiecki. Pierwszy gruntowny remont cerkwi został przeprowadzony w 1921 roku przy znacznym wsparciu finansowym miejscowej gromady. Nastąpiła wymiana dachu gontowego na blaszany oraz dokonano renowacji ikonostasu. Funkcję parafialnej świątyni greckokatolickiej pełniła do 1951 roku (zawarcie umowy między PRL a ZSRR, w wyniku której Smolnik powrócił do granic Polski, zaś miejscowa ludność została wysiedlona do USRR). Opuszczona świątynia wraz z cerkiewnym cmentarzem była dewastowana, rozgrabiana, zamieniona na magazyn. W latach 1969–1970 przeprowadzono podstawowe prace remontowe. 6 marca 1969 roku cerkiew została wpisana do rejestru zabytków, co miało sprzyjać możliwości udzielenia pomocy finansowej i polepszenia jej sytuacji. Część wyposażenia cerkwi w Smolniku została zakwalifikowana do przeniesienia do składnicy pocerkiewnych ruchomości w Łańcucie.
We wrześniu 1973 r., na zlecenie Ministra Kultury i Sztuki, sporządzono opinię dotyczącą stanu technicznego kilku zabytkowych cerkwi w ówczesnym województwie krośnieńskim, w tym cerkwi w Smolniku. Cerkiew pozostawać miała w bardzo dobrym stanie technicznym. Od lat 70. XX wieku parafia rzymskokatolicka dążyła do przejęcia świątyni. W 1974 cerkiew formalnie przekazano parafii rzymskokatolickiej, która przystosowała ją do własnych celów wprowadzając odmienny, od dotychczasowego, porządek wewnątrz świątyni zacierając jej historyczny wygląd świadczący o tradycjach liturgicznych i kulturze okolicznej ludności. Generalny remont świątyni został przeprowadzony w latach 2004-2005. W 2009 r. rozpoczęto prace konserwatorskie polichromii znajdujących się na ścianach i w kopule prezbiterium, a także wykonano aranżację prezbiterium. Na przycerkiewnym cmentarzu, który był niejednokrotnie dewastowany zachowało się tylko kilka nagrobków.
21 czerwca 2013 roku smolnicka cerkiew została wpisana na Listę Światowego Dziedzictwa UNESCO.

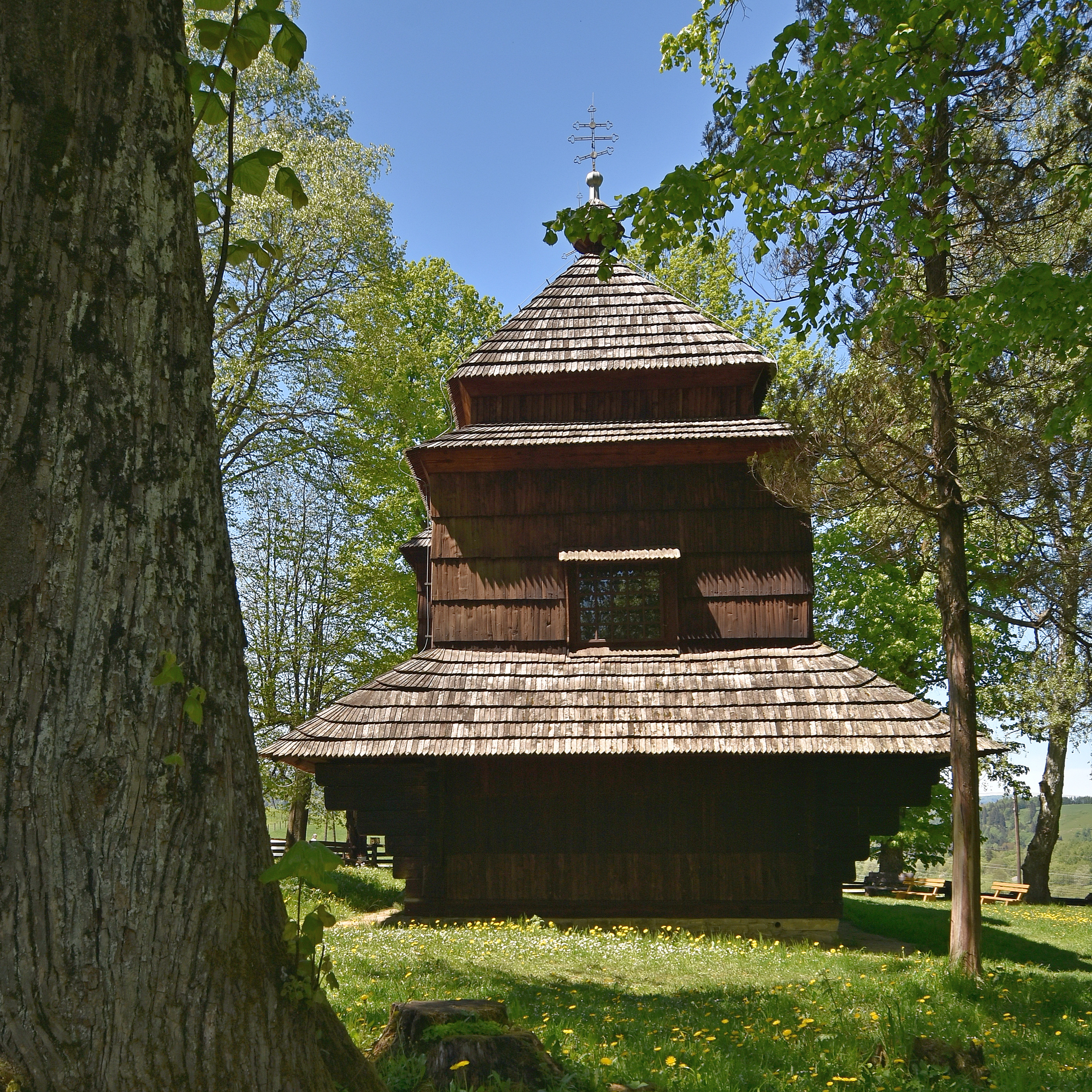
Elewacja wschodnia
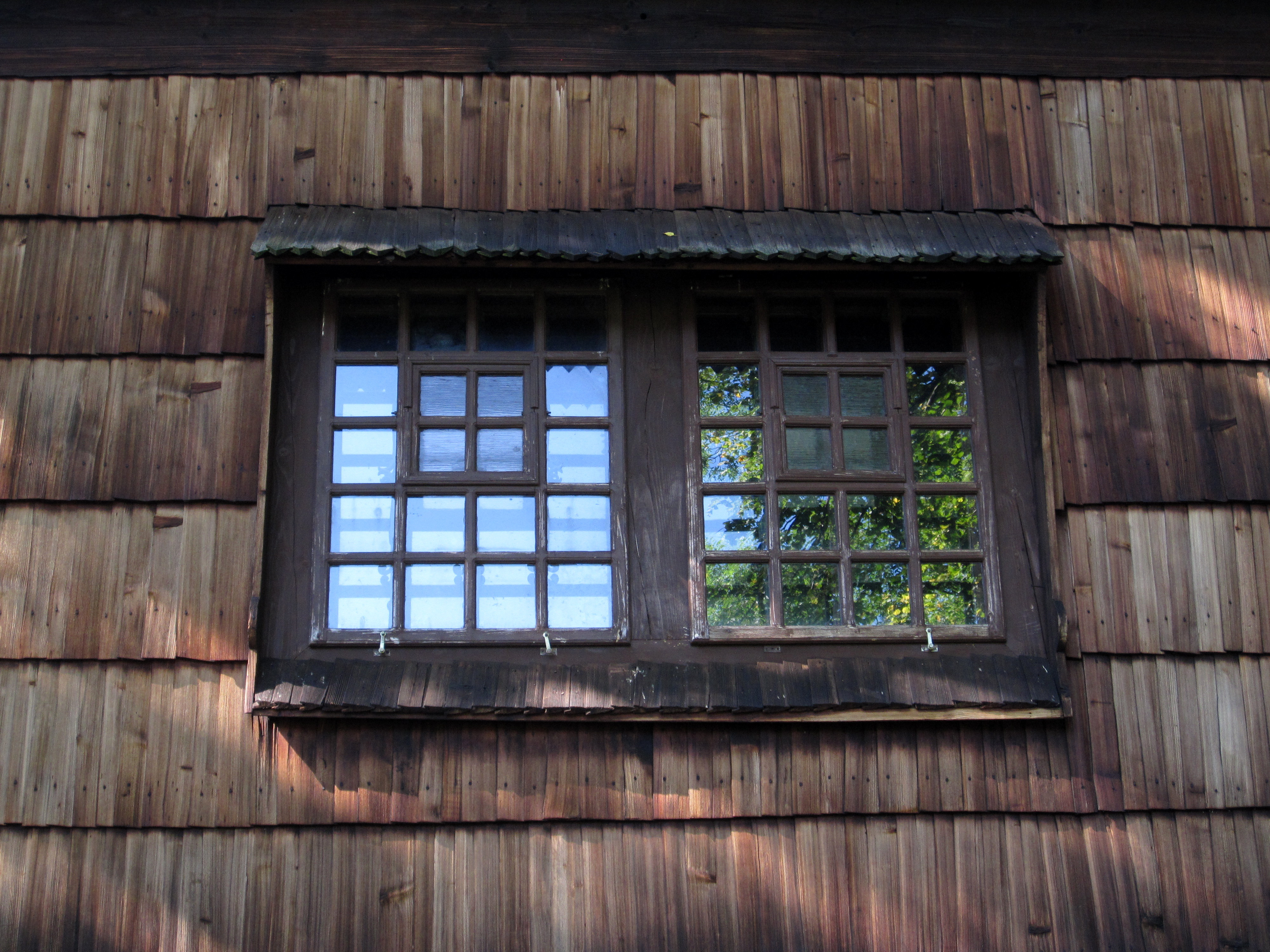
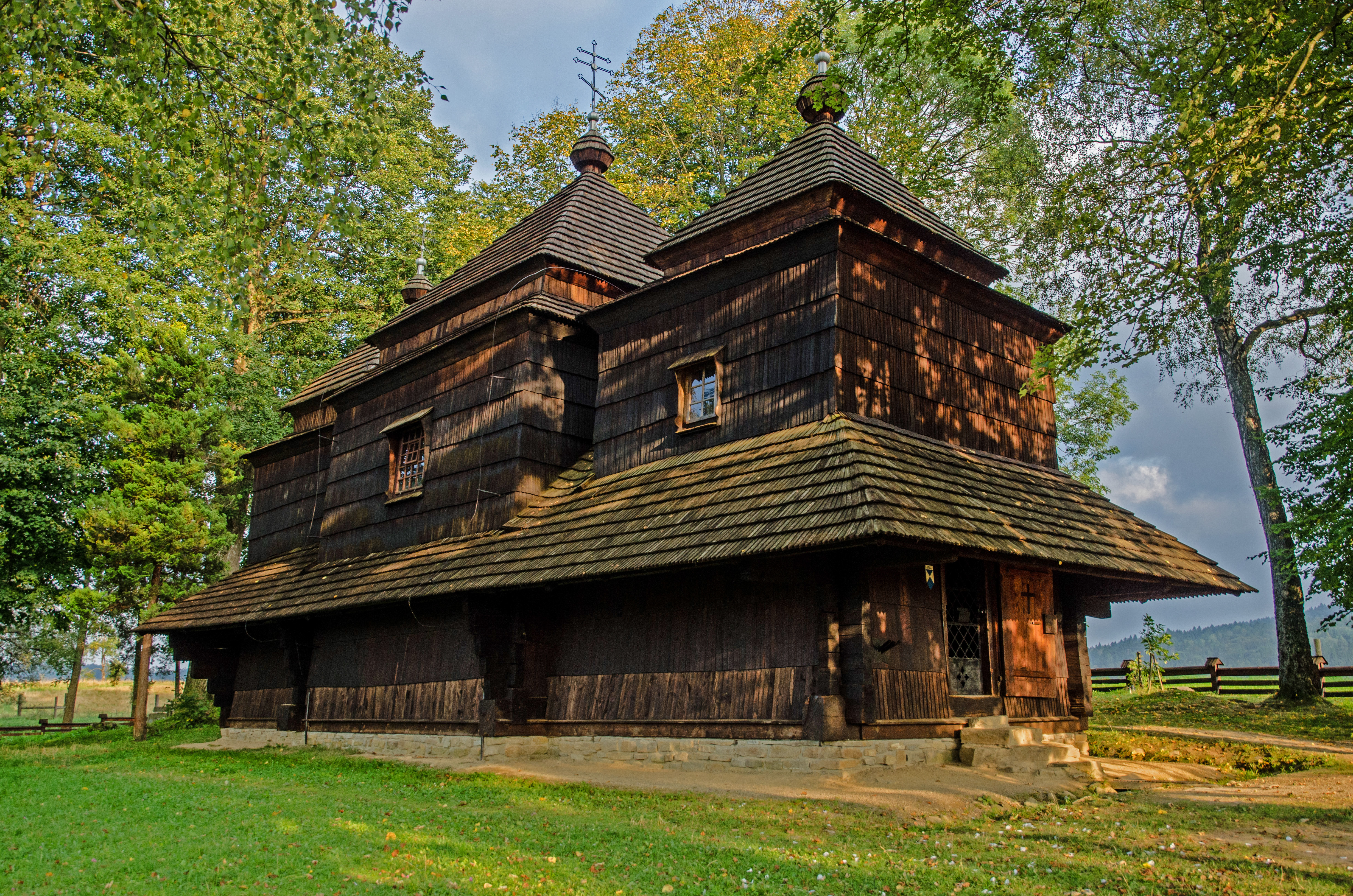
Elewacja północna

## Architektura i wyposażenie
Cerkiew w Smolniku reprezentuje typ bojkowski. Jest to dzisiaj jedyny zachowany obiekt sakralny tego typu w Bieszczadach i jeden z trzech w całym kraju. Świątynia jest trójdzielna, z nawą, prezbiterium i przedsionkiem równej wysokości, ale nierównej szerokości – nawa jest wyraźnie większa. Wszystkie części budynku wieńczą cebulaste kopułki z krzyżami na szczycie namiotowych dachów. Całość okala okap. 
Ikonostas znajdujący się pierwotnie w świątyni został zniszczony po 1951. Jedynym elementem oryginalnego wyglądu cerkwi jest fragment polichromii przedstawiający kotarę podtrzymywaną przez anioły oraz puste kartusze, w których pierwotnie znajdowały się postacie proroków starotestamentowych. Ikony Zaśnięcia Bogurodzicy i Bogurodzicy Hodigitria ze smolnickiej cerkwi, datowane na 1547 rok znajdują się obecnie w Muzeum Sztuki Ukraińskiej we Lwowie, zaś ikony Apostołów Deesis znajdują się w muzeum w Łańcucie.

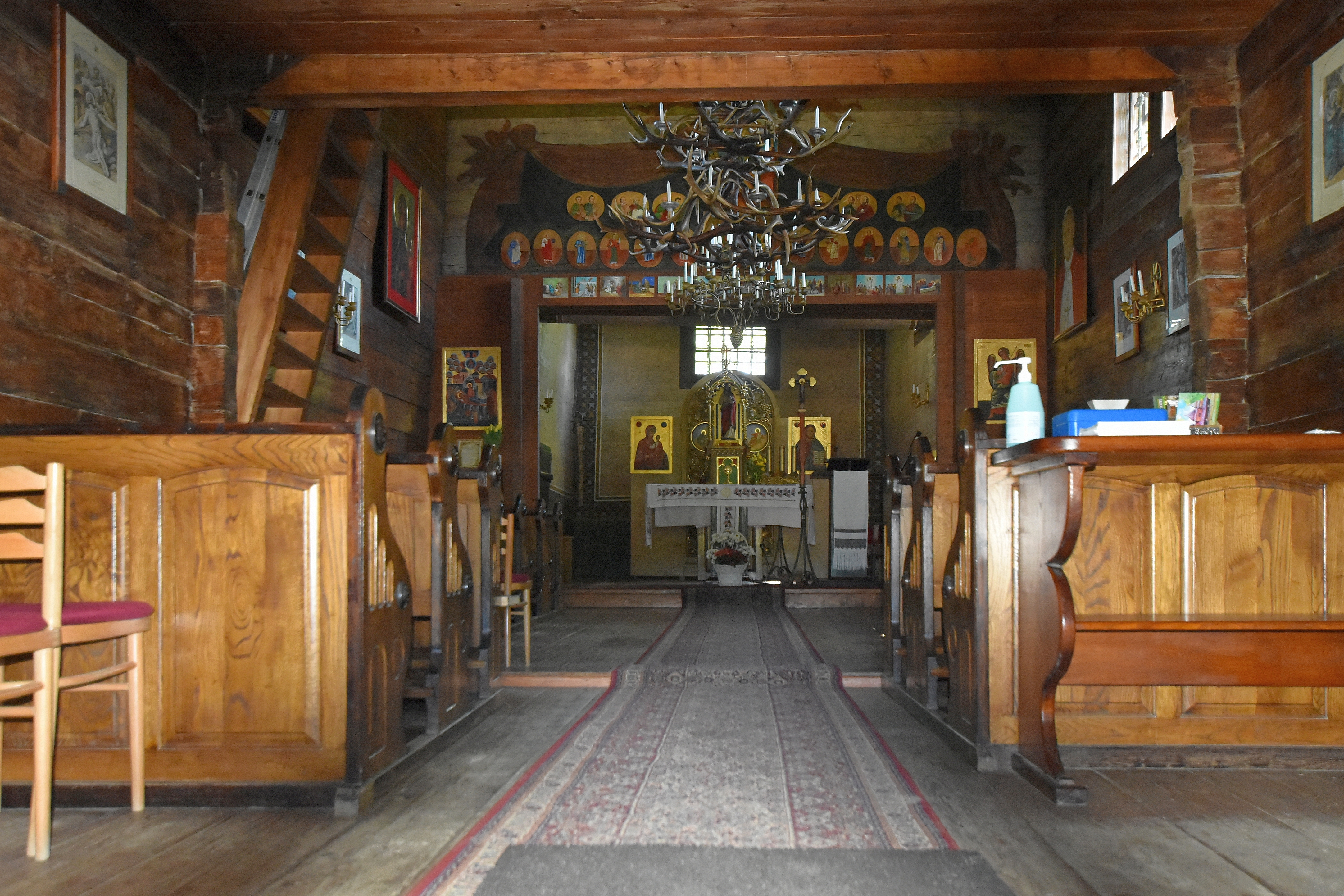
Wnętrze
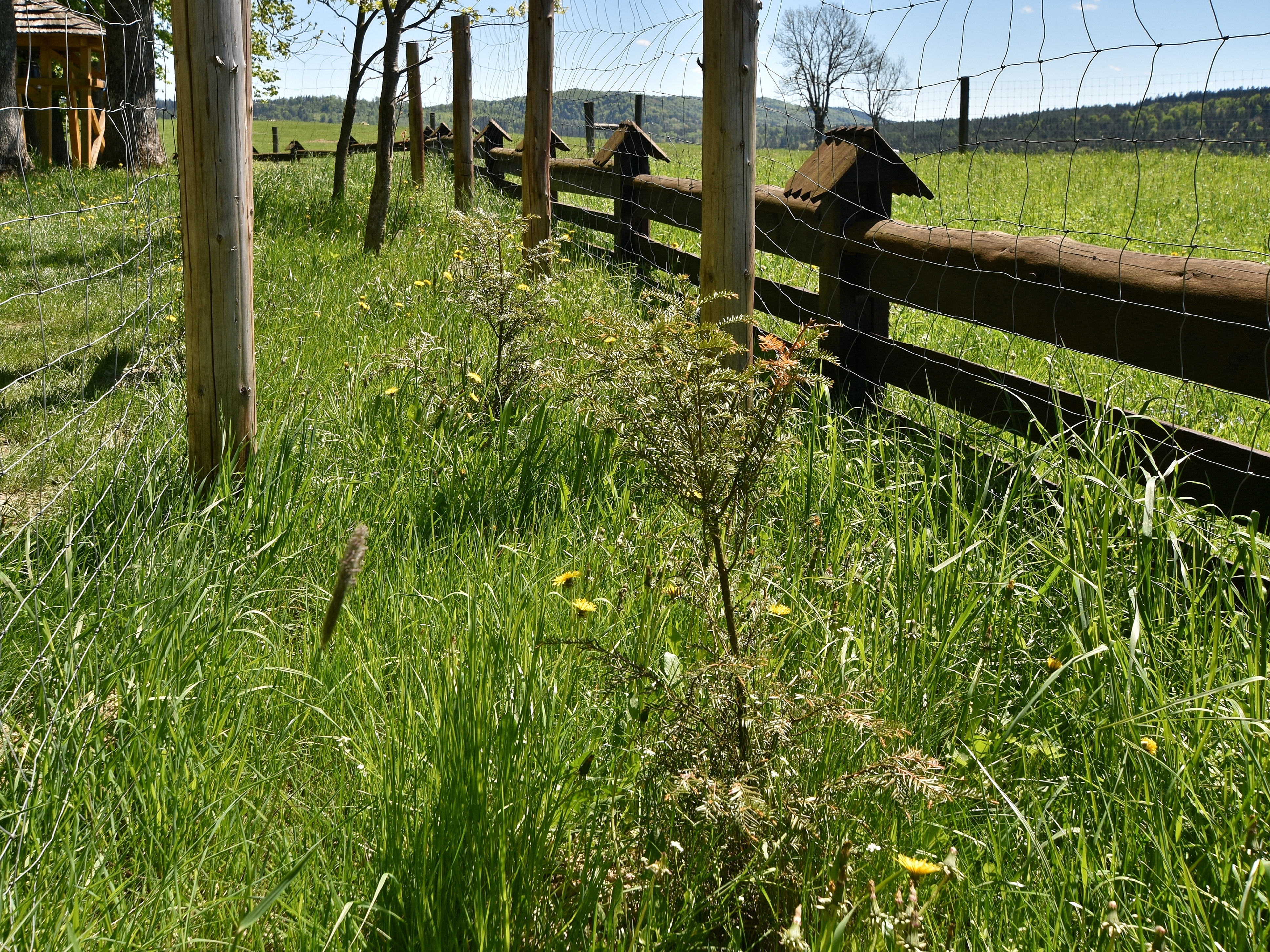
Otoczenie,cis Benedykta XVI
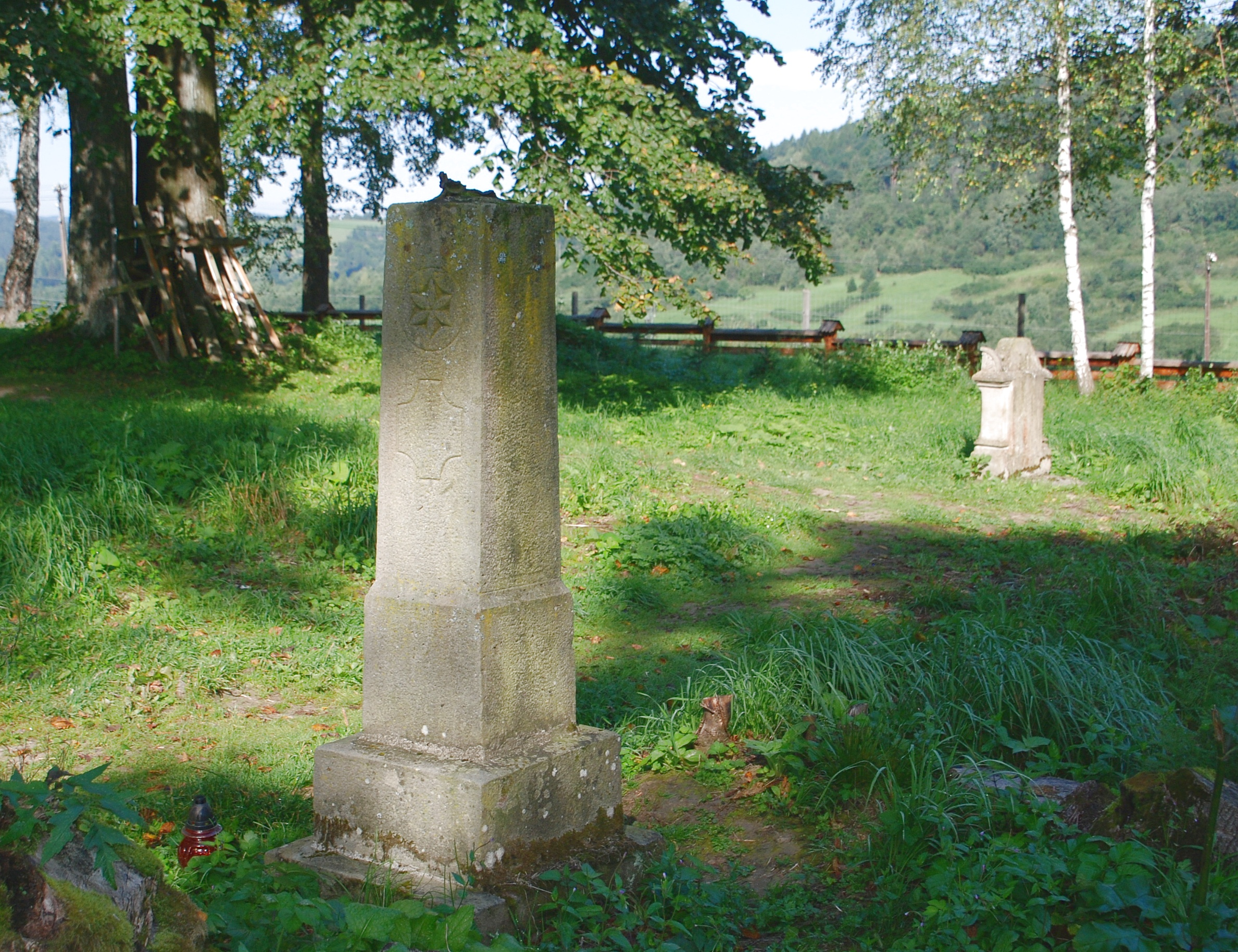
W otoczeniu cerkwi